# Адальберт Штіфтер
Адальбе́рт Шті́фтер (нім. Adalbert Stifter; ['aːdalbɛrt]) — австрійський письменник, поет, художник і педагог.

## Біографія
Штіфтер народився 23 жовтня 1805 в Оберплані (Богемія). Навчався в бенедиктинській гімназії в Кремсмюнстері (Верхня Австрія). Закінчив Віденський університет (1830). Давав приватні уроки, торгував творами живопису. У 1849–1866 роках служив інспектором народних шкіл Верхньої Австрії. Дружив і листувався з Ґрільпарцером, Ленау.
Помер Штіфтер 28 січня 1868 в Лінці. Хворіючи на цироз печінки, під час нападу депресії перерізав собі горло бритвою.

## Посмертна доля
Творчість Штіфтера, що належала до епохи бідермаєру, високо цінували Гофмансталь, Томас Манн, Петер Гандке. Його проза не раз екранізувалася. У 2008 швейцарський режисер Гайнер Ґеббельс показав в Авіньйоні спектакль «Річ Штіфтера».